# Relaciones España-Guinea-Bisáu
Las relaciones España-Guinea-Bisáu son las relaciones bilaterales entre estos dos países. Ambas naciones son miembros de las Naciones Unidas.

## Relaciones diplomáticas
España reconoció pronto a Guinea Bissau tras su independencia en 1974, estableciéndose relaciones diplomáticas. Sin duda, tras la apertura de la Embajada de España en Bissau en el año 2007, los lazos se estrecharon. Guinea-Bisáu ha nombrado un Embajador residente en Madrid, que presentó sus cartas credenciales al Rey Juan Carlos I a comienzos de 2012.
Los temas bilaterales más relevantes son: Inmigración: Durante la visita del Ministro Moratinos el 27 de enero de 2008 se firmó un Acuerdo de Cooperación Migratoria de nueva Generación. Estas autoridades han venido cooperando sin ningún problema en el ámbito de las repatriaciones y detenciones de inmigrantes e intermediarios que preparan las operaciones de salida. Es cierto que no son muchos los inmigrantes que salen de Guinea
Bissau. Sin embargo, desde que en Senegal se instaló Frontex, los inmigrantes se fueron desplazando hasta este país. En 2010 comenzó a funcionar el programa “Seahorse”. Este programa, financiado con fondos europeos y ejecutado por la Guardia Civil, ha sido prorrogado y rebautizado como Proyecto WEST-SAHEL, y cuenta con un oficial de la Guardia Civil española desplazado en Bissau. Se trata de un programa de comunicaciones por satélite, que está ya funcionando, en Senegal, Mauritania y Cabo Verde. Cuenta con un apoyo técnico instalado en Madrid, y la Guardia Civil española lleva a cabo cursos de formación de funcionarios bisáuguineanos. Sirve para tener información en tiempo real de embarcaciones clandestinas con destino a las Islas Canarias, entre otros logros, además de ayudar al control fronterizo y migratorio en Guinea Bissau.
La Embajada cuenta con una Agregaduría de Interior que es de gran utilidad en este terreno. Pesca: Ya se ha mencionado el Protocolo de pesca firmado con la Unión Europea en enero de 2015. Hasta ahora, las únicas licencias de pesca emitidas para buques de Estados miembros se han emitido a barcos pesqueros españoles.

## Relaciones económicas
Las relaciones bilaterales entre España y Guinea Bissau en el ámbito económico y comercial son reducidas. La presencia de empresas españolas en Guinea Bissau aún es pequeña, sin embargo desde la apertura de la Embajada española y durante el periodo 2008-2012, tanto gracias a la mejora de las condiciones económicas en el país como por el deterioro de las posibilidades de negocio en España, creció el interés por invertir en este país.
Así, entre 2010 y 2012, la presencia empresarial española comenzó a abrirse camino con una estimable inversión directa española, en empresas de constitución jurídica bissauguineana.

## Cooperación
Durante el periodo 2007-2011, España se convirtió en el primer donante bilateral del país junto con Portugal. Tuvo lugar la primera Comisión mixta hispanoguineana en julio de 2007 en la que España se comprometió a otorgar a Guinea Bissau 15 M € (entre 2007-2009). Aunque en los tres primeros Planes Directores (2001-2012) G-B ha figurado como país prioritario, en el IV Plan Director 2013-2016 es considerado como país de salida debido a criterios de eficacia y calidad de la ayuda, así como por razones presupuestarias.
Las temáticas definidas como prioritarias son la salud, la educación, la pesca y el agua y saneamiento. Se ha mencionado que, a través del proyecto UE West Sahel hay siempre en Bissau un oficial de la Guardia Civil, que se renueva cada 8 meses, que coopera con las autoridades locales de orden público en las tareas de ordenación de los servicios de emigración y fronteras.
En el ámbito comercial, España fue designada como donante facilitador por Guinea Bissau dentro de un programa del Marco Integrado Mejorado (MIM), en la OMC. El programa de cooperación, dotado con más de 3 millones de $, está destinado a la mejora de las capacidades comerciales del país y, en particular, a la modernización de las aduanas.
En 2017 el Gobierno de España cede dos patrulleras de la Guardia Civil a la Garda Nacional de Guinea, para el control del litoral del país.

## Misiones diplomáticas residentes
- España tiene una embajada en Bisáu.
- Guinea-Bisáu tiene una embajada en Madrid.

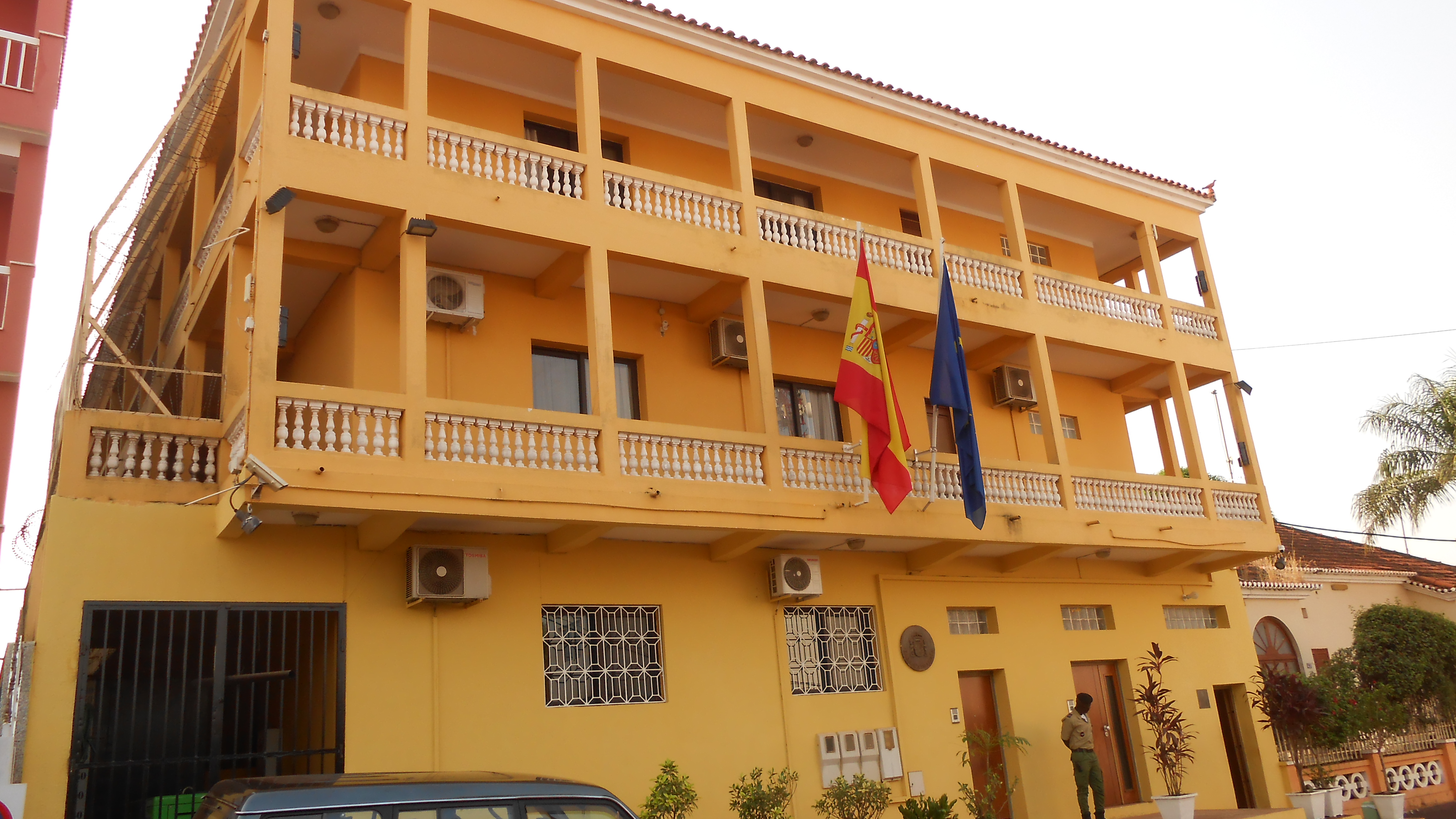
Embajada de España en Bisáu
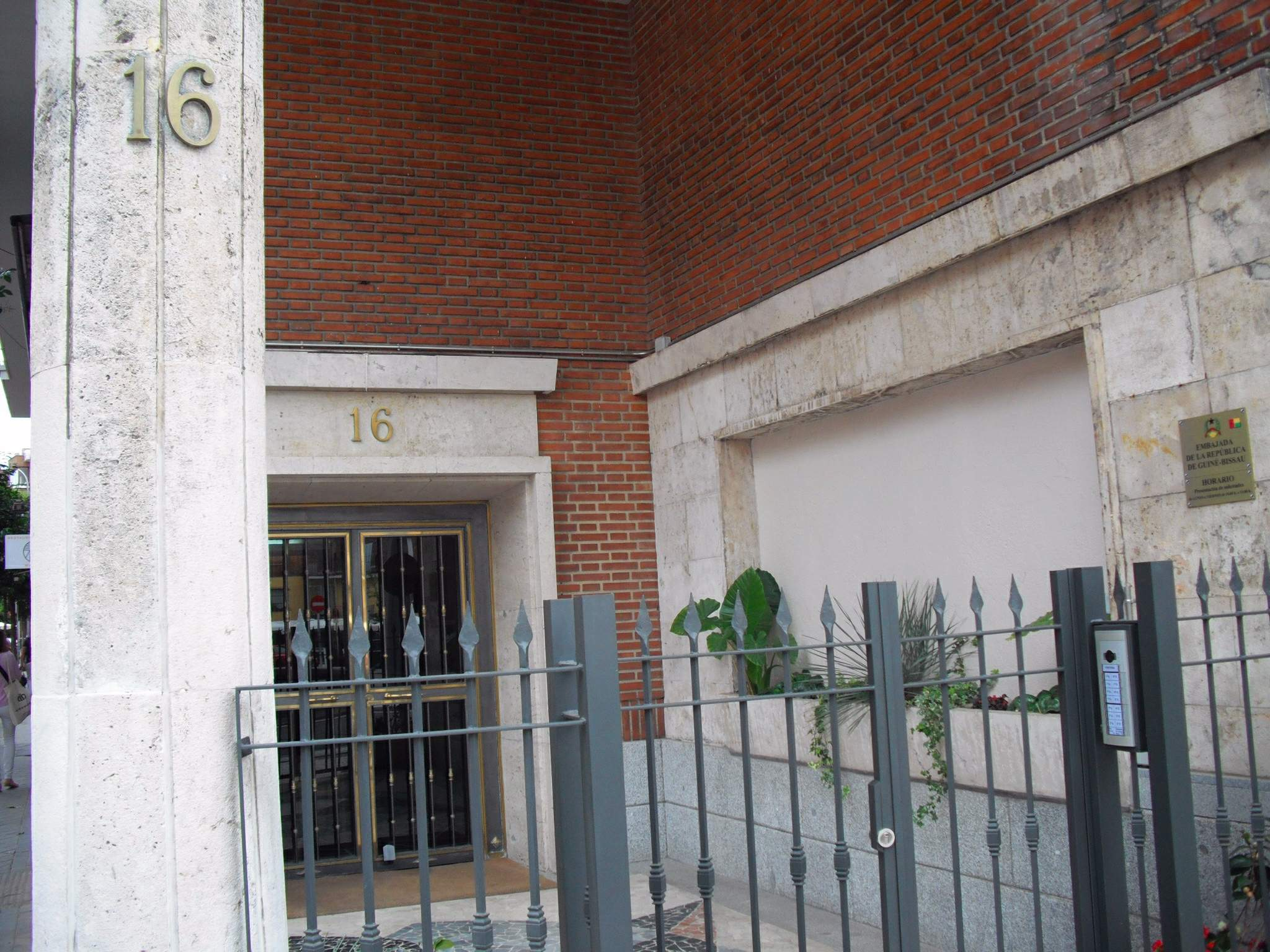
Embajada de Guinea-Bisáu en Madrid